# Ixodiphagus hirtus
Ixodiphagus hirtus is een vliesvleugelig insect uit de familie Encyrtidae. De wetenschappelijke naam is voor het eerst geldig gepubliceerd in 1950 door Nikol'skaya.